# بنزوات الصوديوم
| link = | هذه المقالة يمكن توسيعها اعتمادا على الترجمة في ويكيبيديا الإنجليزية. اضغط [هنا] للتعليمات. - تُعدُّ الترجمةُ الآليةُ من كوكل بمثابةِ نقطةِ انطلاقٍ مُفيدةٍ للترجمات، ولكن يَجبُ على المُترجمينَ مُراجعةُ الأخطاءِ الّتي قد تُصاحبُ الترجمةَ حسبَ الضرورة، والتأكيد على دقةِ الترجمة، بدلاً من مجردِ نسخِ النصِّ المُترجمِ آلياً إلى ويكيبيديا. - لا تُترجمِ النصَّ الذي يبدو غيرَ موثوقٍ أو مُنخفضَ الجودة. تَحقِّقْ من النص بالتأكدِ من المَراجعِ الواردةِ في المقالةِ باللغةِ الأجنبية «إذا كان ذلك مُمكناً». - يجب إضافة قالب {{صفحة مترجمة}} بعد الترجمة إلى صفحة نقاش المقالة لضمان الامتثال لحقوق النشر. - لمزيد من الإرشاد، انظر ويكيبيديا:ترجمة مقالات إلى العربية. |

بنزوات الصوديوم مركب كيميائي له الصيغة C6H5COONa ، وهو ملح الصوديوم لحمض البنزويك. يستخدم في الإضافات الغذائية وله الرقم (E211) .

## الخواص
- انحلالية مركب بنزوات الصوديوم جيدة في الماء، تبلغ حوالي 660 غ/ل. كما أن للمركب خاصة استرطاب جيدة أيضاً.
- المركب عديم الرائحة ويتفكك بالتسخين.

## التحضير
يحضر مركب بنزوات الصوديوم من تفاعل تعديل حمض البنزويك بهيدروكسيد الصوديوم.
C6H5-COOH + NaOH → C6H5-COO -Na + + H2O

## الاستخدامات

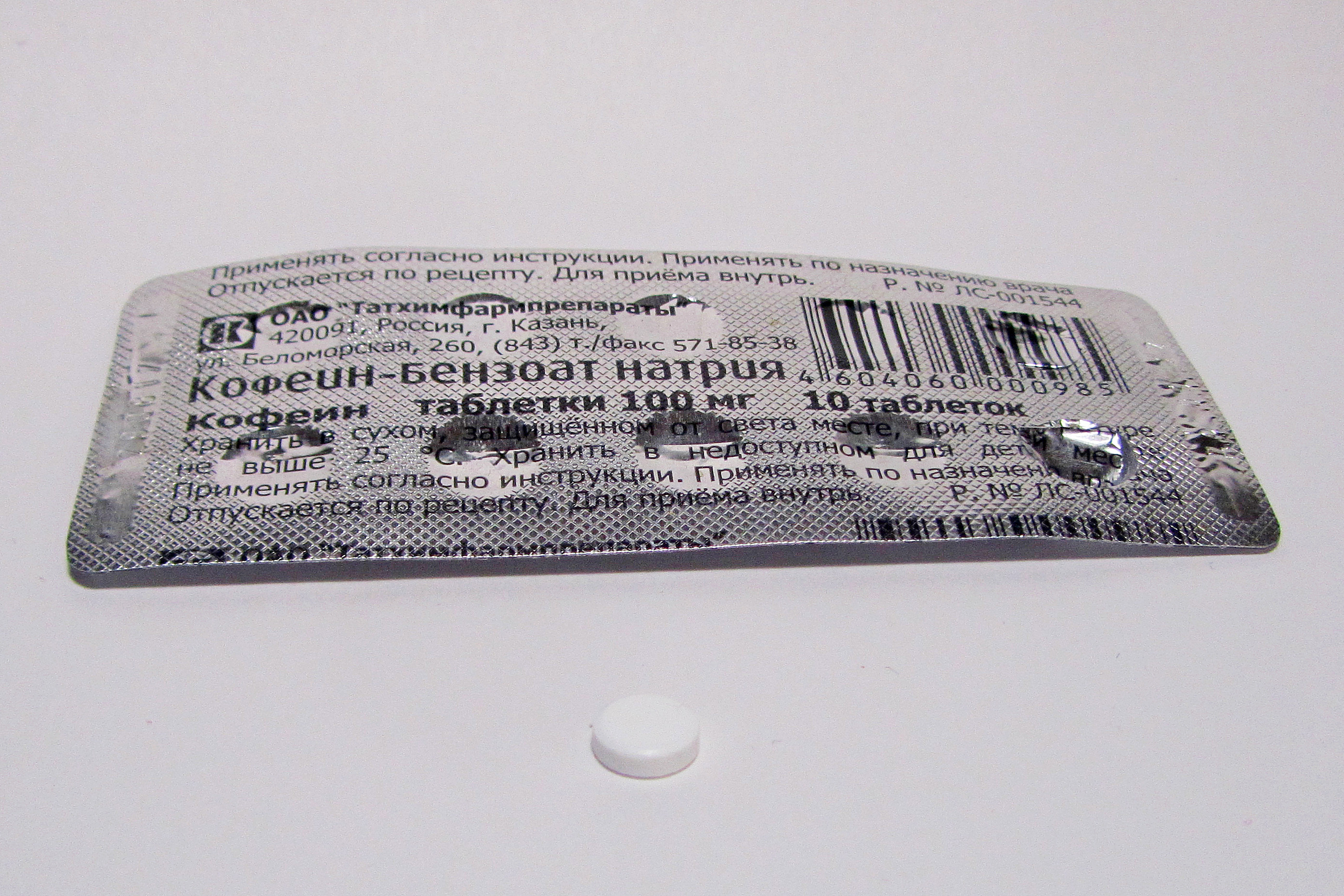
الكافيين بنزوات الصوديوم

يستخدم مركب بنزوات الصوديوم كمادة حافظة وذلك في الوسط الحمضي حتى يؤدي إلى تشكل حمض البنزويك، والذي ترجع إليه الفاعلية في إيقاف نمو البكتيريا.
يتم امتصاص حمض البنزويك داخل الخلايا الحية للبكتيريا وإذا كانت قيمة الأس الهيدروجيني داخل الخلايا
خمسة أو اقل (وسط حمضي). فإنه يقلل التخمر اللاهوائي للجلوكوز عن طريق أنزيم الفوسفوفروكتوكيناز
بنسبة 95%.